# 拉普埃爾塔

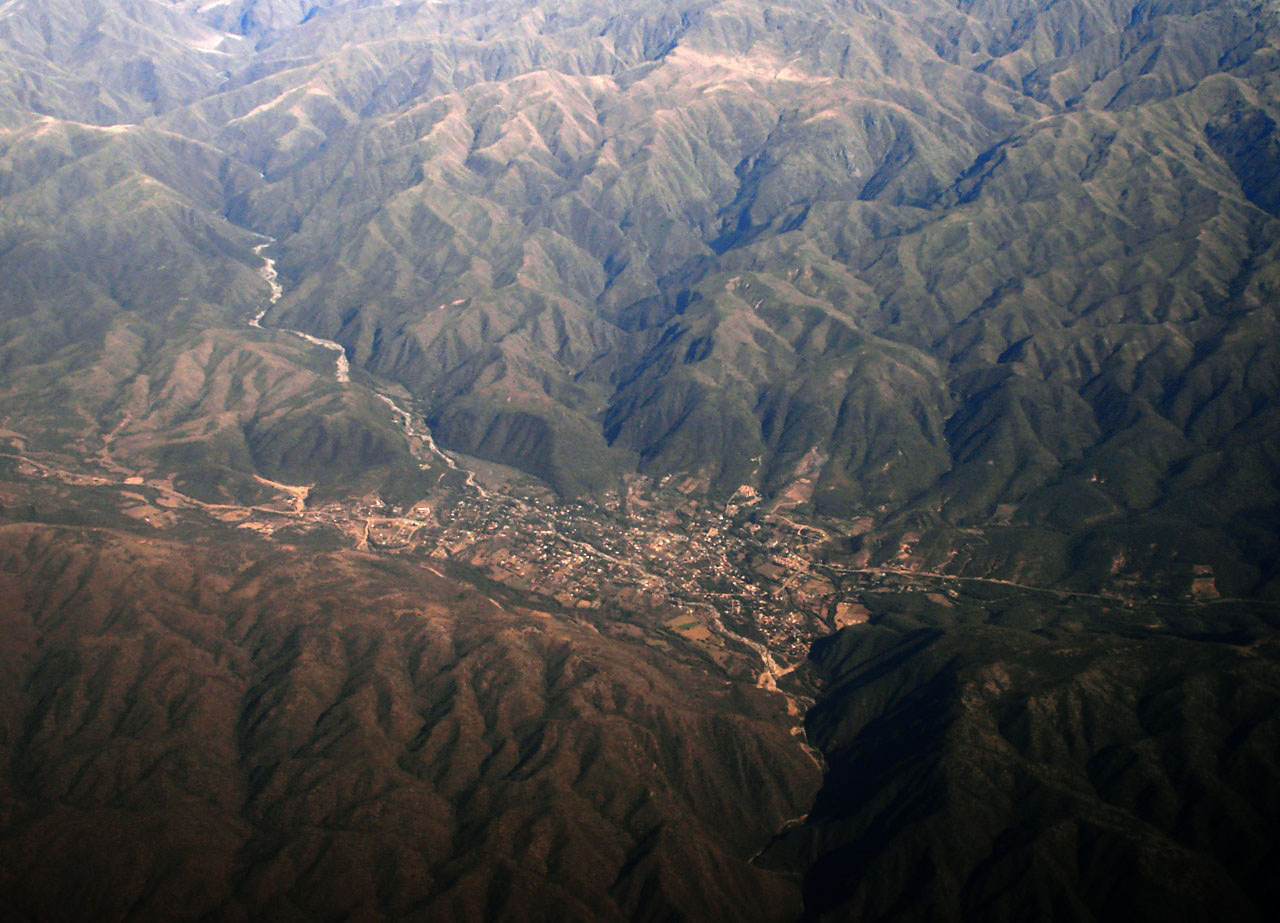

拉普埃爾塔（西班牙語：La Puerta），是阿根廷的城鎮，位於該國東北部卡塔馬卡省，是安巴托縣的首府，海拔高度752米，該地區的地震活動頻繁和低強度，2010年人口873。